# Marc Tarpenning
Marc Tarpenning est un ingénieur et entrepreneur américain.
Il a cofondé Tesla, Inc. (anciennement Tesla Motors) avec Martin Eberhard en 2003 et a été directeur financier puis vice-président (génie électrique) de Tesla jusqu'en 2008,.

## Biographie
Marc Tarpenning est né à Sacramento en Californie le 1er juin 1964.
Il a effectué des études à l'Université de Californie à Berkeley, où il a obtenu un diplôme de Bachelor of Arts en informatique en 1985.
Après avoir obtenu son diplôme de Berkeley, Tarpenning passe plusieurs années à travailler pour Textron en Arabie saoudite. Il développe ensuite des logiciels et des micrologiciels pour plusieurs sociétés, dont Seagate Technology et Bechtel, puis devient vice-président de l'ingénierie chez Packet Design, une société de technologie de réseaux informatiques.
En 1997, Tarpenning et Martin Eberhard fondent la société NuvoMedia, qui développe le premier lecteur de livre numérique, le Rocket eBook, en 1998. En 2000, Gemstar–TV Guide International acquiert NuvoMedia pour 187 millions de dollars.
En 2003, Tarpenning et Martin Eberhard collaborent à nouveau et fondent Tesla Motors (aujourd'hui Tesla Inc.). Les deux cofondateurs financent la société jusqu'au début de 2004. En février 2004, Elon Musk organise un tour de financement de la société de 6,5 millions de dollars, et devient président du conseil d'administration. Tarpenning continue à occuper les fonctions de Directeur financier et de vice-président du génie électrique chez Tesla jusqu'en 2008.
Après avoir quitté Tesla, Tarpenning devient conseiller ou membre du conseil consultatif de plusieurs sociétés, y compris l'Université de Berkeley (projet SkyDeck) et Spero Ventures, une société de capital risque.